# Cantonul Hœnheim
Cantonul Hœnheim este un canton din arondismentul Strasbourg, departamentul Bas-Rhin, regiunea Alsacia, Franța.